# Саралжин (Коктерецький сільський округ)
Саралжи́н (каз. Саралжын) — село у складі Казталовського району Західноказахстанської області Казахстану. Входить до складу Коктерецького сільського округу.
У радянські часи село називалось імені Кірова.
Населення — 208 осіб (2021; 337 у 2009, 440 у 1999, 466 у 1989).